# Ємен на Олімпійських іграх
Ємен бере участь в Олімпійських іграх з 1992 року. До об'єднання Народна Демократична Республіка Ємен та Північний Ємен виступали окремо. Народна Демократична Республіка Ємен брала участь в Іграх 1984 та 1988 років, у той час, як Північний Ємен виступав тільки в 1988 році. Ємен на Олімпійських іграх представляють, в основному, чоловіки (серед 22 спортсменів, які брали участь — тільки 2 жінки). Єменські атлети брали участь у турнірах з боротьби, гімнастики, дзюдо, легкої атлетики, плавання, тхеквондо. Найбільша делегація представляла країну на Іграх 1992 року (8 осіб). На Іграх, у яких брала участь збірна країни, жодної медалі не завоював.
У зимових Олімпійських іграх Ємен не брав участі ніколи.
Національний олімпійський комітет Ємену (з початку НДРЄ) був створений у 1971 році, офіційно визнаний МОК у 1981 році.

## Кількість учасників на літніх Олімпійських іграх
| Вид спорту             | 1992 | 1996 | 2000 | 2004 | 2008 | Всього |
| ---------------------- | ---- | ---- | ---- | ---- | ---- | ------ |
| Греко-римська боротьба |      | 1    |      |      |      | 1      |
| Спортивна гімнастика   |      |      |      |      | 1    | 1      |
| Дзюдо                  | 5    |      |      |      | 1    | 6      |
| Легка атлетика         | 3    | 3    | 2(1) | 1    | 2(1) | 11(2)  |
| Плавання               |      |      |      | 1    | 1    | 2      |
| Тхеквондо              |      |      |      | 1    |      | 1      |
| Всього спортсменів     | 8    | 4    | 2(1) | 3    | 5(1) | 22(2)  |

- у дужках наведено кількість жінок у складі збірної